# Пантограф (прилад)
Пантограф (рос. пантограф, англ. pantograph, нім. Pantograph m) – прилад для виготовлення копій карт, планів і креслень зі зміною або збереженням масштабу.

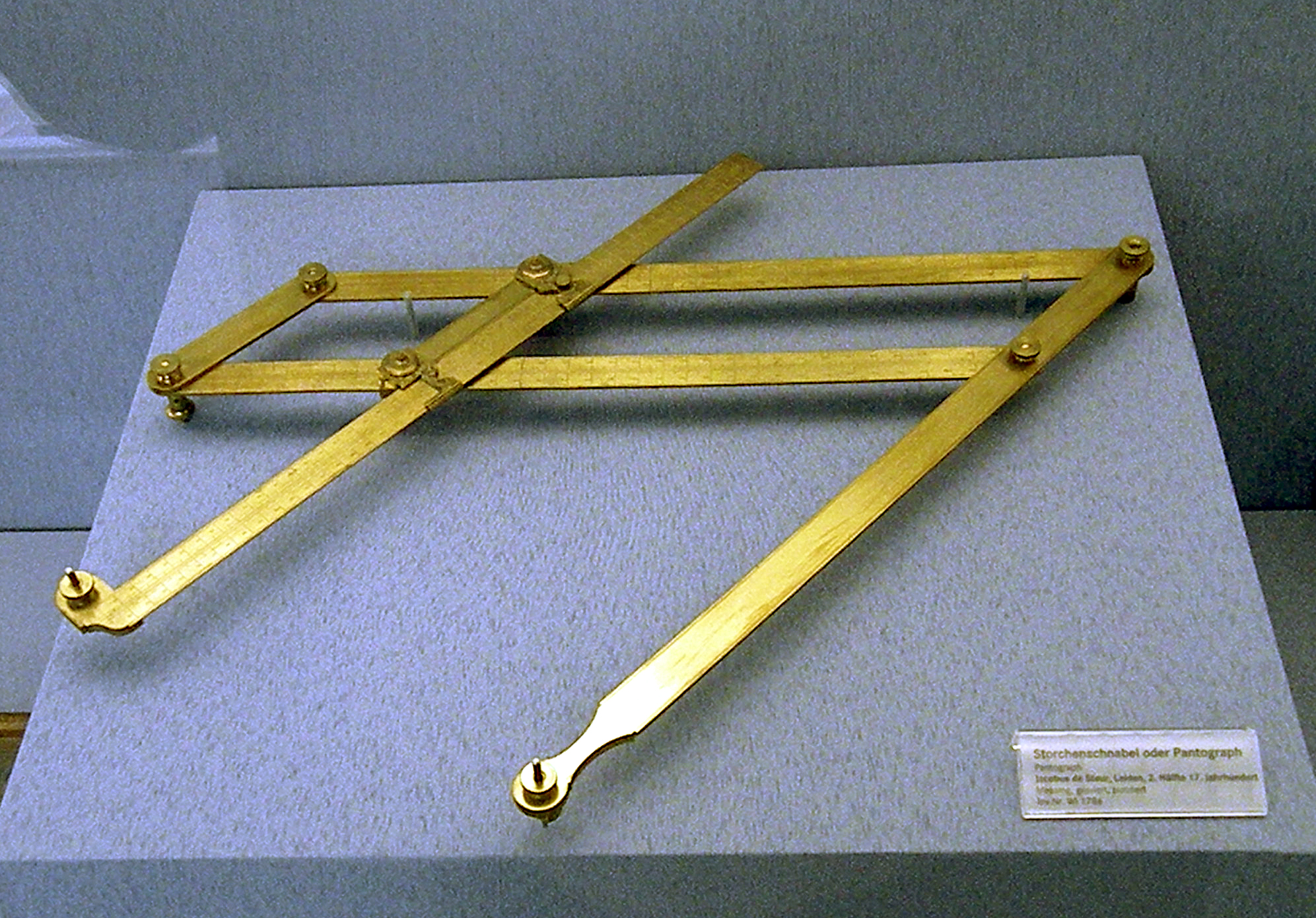

Пантограф складається з чотирьох попарно паралельних лінійок, які шарнірно з’єднуються у точках А, В, С, D і утворюють в загальному вигляді паралелограм. Точка А нерухома і є полюсом. При зменшуванні зображуваної фігури у точці F розміщують обвідний шпиль, а в точці Q – олівець. При необхідності збільшення зображення олівець і шпиль міняють місцями. В результаті обведення олівець викреслює зменшену (збільшену) порівняно з оригіналом фігуру.
Подібність оригіналу та копії досягається завдяки розташуванню точок A, Q, F на одній прямій. Масштаб пантографування задається пересуванням лінійки CD уздовж AE та BF. На рис. 2 показано одну з модифікацій пантографа, якою в свій час комплектувались маркшейдерські відділи.
З розвитком машинної графіки роль пантографа суттєво зменшилась. 